# Turris condei
Turris condei é uma espécie de gastrópode do gênero Turris, pertencente a família Turridae.